# 西藏歷史年表

## 远古时期
- 距今18,000年舊石器時代，按照考古學上的證據显示西藏雅魯藏布江流域已經有人类活動。
- 距今14,000年和8,000年之間的中石器時代，按照目前考古學上的證據显示就已經有人類開始在西藏其他地方居住。
- 距今10,000年和7,000年之間的新石器時代，考古學家在1978年在昌都發現了属于那个时代的骸骨和陶器。[1]
- 距今3,500年和2,000年之間的铁器時代，但有证据显示象雄已经立国。[2]象雄是苯教的發源地，有着獨特的象雄文。傳說中，苯教創始人辛繞就是一統象雄的第一任君主。西藏土地上另外两个远古时期的古国唐旄与髮羌也随后陆续出现。
- 西元前127年（约）的時候，根據西藏传说，雅魯藏布江流域的幾位苯教領袖，曾經一起迎立聶赤贊布為王。後來的吐蕃王朝的建立者宣稱自己是聶赤贊布的後代。
- 101年，唐旄一支青海烧当羌首领迷唐被东汉军队击败，残众不满千人，一直向西走去，投奔髮羌。[3]
- 4世紀中葉，藏王拉托托日年贊的時期佛教開始在西藏出現，内容包括佛教三寶所依和供奉。
- 6世紀以前，整個西藏高原都分布著很多小國家和部族，多說藏語，也有羌人与鲜卑人的后代。這些部落後來合併為12個小邦，其中以位於山南地區雅隆河谷的吐蕃最為強大。
- 6世紀末，吐蕃部落酋長囊日論贊（570年-620年）试图用武力兼并其鄰近的部落。
- 620年至649年，囊日論贊的兒子松贊干布兼併唐旄、蘇毗、象雄（羊同）、白蘭、項、附國等古羌人部落。
- 632年，松贊干布夺得唐旄中心逻些（今拉薩），唐旄亡。

## 吐蕃王国赞普时期
吐蕃时期以633年吐蕃王国立国为起点：
- 633年，松贊干布（第33代藏王）统一青藏高原，在今天拉薩的地方建都邏些，国号“大蕃”或“吐蕃”。国王称赞普（btsan-po）。在松赞干布统治期间，吐蕃赞普松赞干布命人改进创造了文字，制定了《十善法律》。在8世纪中叶至9世纪初的赤松德赞时期，吐蕃王国领土疆域东至原唐朝原州、西包括葱岭高原、瓦罕走廊、费尔干纳盆地、克什米尔、南括泥婆罗、不丹、北包括天山山脉山脊以南的南麓的塔里木盆地的诸印欧人城邦（诸如  疏勒、龟兹、于阗、焉耆等）。據藏文史籍記載，赤松德赞时期的吐蕃王国领土還一度向南扩展喜馬拉雅山山脊或西瓦利克山脉山脊以南的南麓的包括横河下游平原三角洲的孟加拉湾北海岸。
- 634年唐太宗貞觀八年，松贊干布遣使與唐朝和好，唐太宗也派使者入蕃。
- 636年，松贊干布派專使去唐长安城請婚，唐太宗不允，松赞干布遂借口唐朝附属国吐谷浑从中作梗，出兵入侵吐谷浑，虽然唐军击退了吐蕃军，但是唐朝也见识到了吐蕃的力量。
- 638年，松贊干布再派專使去長安請婚。
- 640年，松赞干布又派大臣祿東贊使唐求婚。
- 641年（一說624年），松赞干布迎娶尼泊爾毗俱底公主（布裏庫捉，藏名尺尊或赤尊公主）。
- 641年，松赞干布向唐朝请婚如愿，唐太宗派江夏郡王、禮部尚書李道宗護送女兒文成公主入吐蕃。松赞干布亲自在柏海（今中华人民共和国青海省鄂陵湖和扎陵湖）迎接。《唐書》記載松贊干布親迎於河源，文成公主進蕃時把各種唐朝的生產技術轉入吐蕃，如營造與工技著作六十種，能治404種疾病的醫方百種，診斷法五種，醫療器械六種，醫學論著四種，還有大批日用品和農作物種子等。毗俱底公主和文成公主携带了大量經書，佛像和佛塔。在文成公主和毗俱底公主共同的影響下松赞干布皈依了佛教，并正式开始了藏传佛教。
- 642年至645年，象雄位于吐蕃的西北部的喜马拉雅山脉山脊以北的北麓，其末王李迷夏（藏語：ལིག་མྱི་རྟྱ།）曾迎娶松赞干布的妹妹赞蒙赛玛噶（藏語：སད་མར་གར）为妃，因此双方最初是同盟关系。但由于吐蕃的强盛使双方关系越来越恶化。最终松赞干布借赞蒙赛玛噶失宠为由率大兵讨伐象雄，费时三年攻灭了象雄，派琼波·邦色（藏語：ཁྱུང་པོ་ཕྲུང་སད།）为象雄总管。[4]
- 648年唐朝使臣王玄策奉命出使天竺，適逢天竺的东天竺网阿罗那顺王和尸罗逸罗争位篡位而發生动乱，唐朝使臣王玄策及其使节团2000人被搶劫谋杀，王玄策逃到吐蕃，松贊干布派兵1200人幫助，並徵兵於尼泊爾的7000人 一共合计8200人，由王玄策帶領前往天竺，镇压了东天竺王动乱，使唐朝使團順利返回，並獻俘于長安。
- 650年唐高宗永徽元年，松贊干布去世後，由孫子芒松芒贊繼位為贊普，实际政权掌握在噶爾·東贊域松家族手中，由大臣蒆東贊域宋輔佐朝政。蒆東贊域宋繼承松贊干布的政治方針，逐步完善法律，清查戶籍，確定税赋，安定吐蕃內部。他利用吐谷渾王室的內爭，多次帶兵攻擊吐谷渾，甚至與支持吐谷渾的唐朝發生衝突并在662年入侵攻占了属于唐朝的吐谷浑。
- 670年咸亨元年，唐朝政府為了支持吐谷渾复国，出動十幾萬大軍（实则5万）護送吐谷渾王還青海，論欽陵得到情报后立即調集吐蕃二十多萬軍隊迎戰，在青海湖南面的大非川之戰中，唐軍力战不支而覆沒。從此吐蕃牢固控制了青海湖地區，並進一步與唐军爭奪隴右道、河西道、安西四鎮，力圖取得對絲綢之路的控制權，獲得更大的經濟利益。
- 676年，芒松芒贊去世，其遺腹子器弩悉弄被立為贊普，論欽陵繼續掌政。
- 680年永隆元年，文成公主在吐蕃生活了將近40年后去世。
- 695年証聖元年至698年聖曆元年间，由於蒆氏家族長期專權，與其他貴族產生矛盾，同時也威脅到贊普王權的鞏固，器弩悉弄長大後，在此时间對蒆氏家族進行討伐，论欽陵在青海宗喀地方兵潰自殺，其弟贊婆及兒子論弓仁率部眾投降唐朝，贊婆受封為輔國大將軍歸德郡王，論弓仁先封安國公，後以戰功晉封撥川郡王，其後裔世代在唐朝擔任官職。器弩悉弄剪除蒆氏家族後，吐蕃王国赞普的权利得到加強和鞏固。
- 702年，器弩悉弄与唐朝修好。
- 704年長安四年，器弩悉弄於遠征南詔時去世，其子赤德祖贊同年即吐蕃贊普位，因他年僅一歲，由其祖母沒廬氏赤瑪類臨朝聽政。
- 710年唐中宗景龍四年，吐蕃赞普赤德祖贊迎娶唐朝的金城公主。唐中宗派專使和吐蕃的迎親使者一起護送金城公主入蕃，唐中宗親率百官隆重送行到陝西始平縣，並因吐蕃的請求，把黃河九曲之地賜給金城公主為湯沐邑。
- 731年開元十九年，赤德祖贊和金城公主遣使向唐朝政府請求《毛詩》《禮記》《左傳》等，並要求定界互市。棄隸蹜贊在表文中說：“外甥是先皇帝舅宿親，又蒙降金城公主，遂和同為一家，天下百姓，普皆安樂。”
- 733年，唐蕃雙方在赤嶺（今青海省日月山）立碑定界，於赤嶺、甘松嶺互市，雙方邊將和官員參加，並通告各地，雙方和好禁止互相搶掠。不久，由於唐蕃雙方都想擴大自己的權勢，而且邊將也想從戰爭中獲取功名，戰事遂起。吐蕃北面與突騎施聯合，東南與雲南的南詔聯合，合兵對唐造成巨大威脅。
- 754年天寶十三年（约），擔任大論的末東則布和朗邁色等作亂，赤德祖贊被害。
- 755年，吐蕃王朝平定叛亂，年僅十三歲的赤松德贊繼位。就在這一年唐朝發生安史之亂，唐玄宗從長安逃到四川，唐朝廷抽調大量對付吐蕃的軍隊去平亂，使得西面的防務空虛，吐蕃相機佔領了隴右道、河西道、安西四鎮等原属唐朝的大片地區。
- 763年廣德元年10月，吐蕃乘唐朝君臣不和之機，集中約二十萬軍隊東進逾越唐蕃界限，直接攻占長安，唐代宗倉皇出奔陝州。吐蕃軍佔領長安十五天，同時立金城公主的侄子（實際上與金城公主同輩）廣武王李承宏為皇帝，並設置百官。後蕃軍不適應長安秋季的酷熱，吐蕃軍中疾病流行，加上唐朝勤王之軍（郭子仪统帅）逼近，吐蕃軍主動退出長安。在赤松德贊在位的時期，吐蕃王国的轄地大大擴張，東面與唐朝大體上以隴山為界，還多次進到寶雞，威脅長安，北到寧夏賀蘭山與霍尔回鹘国相接壤，南面以南詔為屬國，西面盡有安西四鎮，在中亞與伊斯兰阿巴斯哈里发军队相抗。
- 821年長慶元年至822年，第八次會盟在唐穆宗長慶元年至二年進行的，所以也稱為“長慶會盟”。赞普可黎可足在拉萨大昭寺门口留下长庆会盟碑。碑文说：“舅甥二主，商议社稷如一，结立大和盟约，永无渝替。”建立了“虽曰两国，如同一家”的唐蕃关系。705年神龍元年至822年彝泰八年，唐朝和吐蕃共會盟八次。
- 841年會昌元年，可黎可足被反對佛教的大臣暗殺，其兄朗達瑪被扶上贊普之位，不幸的是此年吐蕃发生大饥荒。
- 843年，代表著反對佛教傳播勢力的朗達瑪下令禁止佛教，殺害僧人首領，強迫僧人還俗，關閉寺院，毀壞佛像、佛經，史稱朗達瑪滅佛。
- 846年，朗達瑪被僧人拉隆·貝吉雲丹射死。朗達瑪的兩個兒子维松与云丹在父親死後又為爭奪吐蕃王国贊普之位爆發王伟争夺战，掌握重兵的边防军將領也隨即發生混戰，長達二十多年。维松之子贝考赞死于暴动中。贝考赞之子吉德尼玛衮见大势已去，便率领部下逃亡到阿里地区，娶了当地头人的女儿为妻，建立了政权，他去世后，王国一分为三：长子日巴衮统治西面的麻域（拉达克一带）、二子扎什德衮统治东南部的布让（今普兰县），第三子德祖衮统治象雄（今札达县），即后来通称的古格王朝。
- 869年咸通十年，統治集團的混亂引起臣民大反叛，并一路攻城略地，攻陷和摧毁堡垒要塞兵峰直指吐蕃王国都城邏些。
- 877年乾符四年，起義軍攻陷吐蕃王国都城拉萨發掘贊普陵墓，逐殺王室和貴族，吐蕃王朝徹底崩潰，西藏二百多年的統一局面到此告終。後來的西藏裂解形成許多部落、土邦等。

## 后吐蕃时期
分裂時期以877年吐蕃王朝崩潰为起点：
- 1001年咸平四年，中国北宋宋真宗加封涼州（武威）六谷部吐蕃首領潘羅支為“鹽州防禦使兼靈州西面都巡檢使”的官職。
- 1032年，原吐蕃王国故土上最大的部落首領（赞普）唃廝囉正式掌权，将王城迁到青唐，以邈川（今樂都）、青唐（今西寧）為中心的湟水流域唃廝囉國立国，是藏族的第一個安多政權。
- 1032年宋仁宗明道元年，宋仁宗封唃廝囉为“宁远大将军、爱州团练使”，并给以优厚的俸禄。
- 1035年至1036年，唃廝囉國击败了西夏雄主李元昊的入侵，西夏軍十之八九在黃河溺死。西夏军至此不敢西进。
- 1041年康定二年，宋仁宗又封唃厮啰為“檢校太保充保順、河西等軍節度使”，与其同盟抵抗西夏。此後，唃厮啰的子孫繼承人董氈、阿裏骨、瞎征、陇拶、溪赊罗撒等，世代均曾接受北宋封诰。
- 1042年，印度高僧阿底峡到古格王朝阿里地区弘扬佛法，史称“上路弘法”。
- 1072年，王安石为宋相后，一改联合唃廝囉國反对西夏的方针，转而希望通过打败唃廝囉国作为基地进攻西夏。宋军在王韶的率领下于该年占领唃廝囉国熙河地区，这迫使唃廝囉国与西夏联合，出兵攻打北宋的河州，杀其守将。
- 1077年，北宋被迫与唃廝囉国媾和，进封其主董氈为武威郡王。
- 1096年，瞎征继位后唃廝囉国政开始转乱。
- 1099年，北宋乘唃廝囉国国政开始转乱之机，派王愍、王赡进攻唃廝囉国，瞎征及其继任陇拶相继投降北宋。但是北宋因为军队后勤补给问题无力控制当地，次年便被迫撤军，封陇拶继任者溪赊罗撒为“西平军节度使、邈川首领”。
- 1103年，北宋再次出兵灭溪赊罗撒，此后在当地扶植亲北宋的政权。
- 1104年，唃廝囉国被西夏所占。
- 1116年，唃廝囉国全境改為宋朝的郡縣。
- 1134年，唃廝囉国故地被金朝占领，最后一位当地首领赵怀恩逃往南宋。
- 1206年之後，大蒙古国的建立者成吉思汗用兵吐蕃的古魯格多爾濟汗，派尼魯呼那顏到从湟水谷地沿着黄河进军并逾越祁连山山脉到柴達木盆地，试图使其歸屬于蒙古。
- 1239年，成吉思汗的继承人窝阔台派遣一位叫達爾道的將軍發兵烏斯藏，焚烧了二寺，殺了500個喇嘛。
- 1240年，窝阔台之子闊端派遣大將多達，再次率軍深入吐蕃，企圖了解吐蕃的政治形勢和眾多教派的詳細情況，前鋒直抵拉薩北部的林周，不久撤回。面對軍事壓力，西藏各勢力不得不推舉代表與窝阔台的使者進行接觸，以決定吐蕃的未來。
- 1244年，60餘歲的薩迦派高僧薩迦班智達（简称薩班）受阔端的使者邀請，起程前往涼州。
- 1247年，班智達與闊端會晤，並以西域學者（回鹘人）為譯師，向闊端宣講佛法。闊端逐漸敬信並決定免除天下僧尼的賦稅和兵役。闊端並為班智達建造「幻化寺」，供奉了大量的財寶，阔端授予班智達统治吐蕃地区的世俗权力，而班智達接受大蒙古国的管辖，推舉窝阔台的继承人贵由為大菩薩。吐蕃宗教领袖与大蒙古国的历任君主形成了布施关系；史稱“涼州會盟”。
- 1251年，薩班去世，不久後闊端亦逝。闊端之子蒙哥于1251年7月即大蒙古国大汗之位，将中原、吐蕃广大地区划给其弟忽必烈（即后来的元世祖）管理，原属阔端领地的吐蕃，由此改归忽必烈统管。1251年夏蒙哥帶領薩迦班智達的姪子八思巴至六盤山見忽必烈，被視為施主與福田。八思巴不僅向其講述佛法，而且還解答了忽必烈所提出的許多疑難問題，使忽必烈對佛法產生虔誠的信仰。此年八思巴接受薩班臨終前所傳衣缽及法螺等物，遂成為薩迦派的新教主，史称藏传佛教萨迦派五祖。後跟隨忽必烈左右。
- 1254年木虎年，八思巴受賜“優禮僧人詔書”。
- 1260年中統元年，忽必烈在元上都开平（今滦河上游的多伦县稍东的滦河河畔）即位，即元世祖。忽必烈封班智达的侄子及继承者八思巴为“国师”，受玉印，任中原法王，統領天下佛教。
- 1260年、1268年、1287年和1334年，元朝派遣官员到西藏大规模清查户口，确定西藏为十三万户。
- 1263年中統四年，八思巴歸返西藏，行前被封為藏區政教之主，受賜珠寶冊印。

## 各教派統治時期
各教派統治時期以1264年元世祖忽必烈建立總制院（后改为宣政院）统治烏思藏为起点：
- 1264年，在擊敗占有漠北本土和西北的也自稱蒙古大汗的胞弟阿里不哥後，忽必烈下诏设立总制院，院使秩正二品，命八思巴以总理天下佛教事务国師身份兼領該院院事。總制院是直属元朝中央政府管辖的国家机构，設有「宣慰使司都元帥府」，负责掌管全国佛教事宜和處理管轄西藏大部分地區的軍政事務。宣慰使司下面則轄有管理民政的萬戶府、千戶所，并设有院使、同知、副使等官员，下辖吐蕃地区各级地方行政机构，包括宣慰司、安抚司、招讨司、万户府、元帅府等。当时全部吐蕃地区被划分为三个宣慰使司都元帥府（即吐蕃等處、吐蕃等路、烏思藏納里速古魯孫等三路），均受总制院管辖。八思巴取得了統治烏思藏地区的权力。此后八思巴的继承者也获得了同样的权力。但是八思巴及其继承者的這種權利受到元朝廷总制院（宣政院）的管轄。
- 1270年，八思巴為忽必烈灌頂，忽必烈為報答他的灌頂之恩和造字之功，晉封他為帝师、大寶法王，並通過八思巴的舉薦，任命了總管西藏事務的行政長官和13個萬戶府的萬戶長。“百年之间，朝廷所敬礼而尊信之者，无所不用其極。虽帝后賓妃，皆因受戒而为之膜拜。正衙朝会，百官班列，而帝师亦或专席于坐隅。”[5]
- 1271年，忽必烈取《易经》中的“大哉乾元”之意改國號為“大元”，正式建立元朝，而忽必烈本人即为元世祖。此時蒙古四大汗國已先後脫離与忽必烈的关系（虽然后来在元成宗时期承认元朝为名义上的宗主国），而這時西藏則為元朝中央政府所設立的總制院（宣政院）所管轄。一方面，由於元世祖及其後的元朝皇帝的大力支持，宣政院的職權一直由薩迦派所掌握，負責統治整個西藏地區。另一方面，元政府不僅成功在政治上控制了西藏，在文化和其他層面也受到西藏很大的影響，比如八思巴就曾經根據元世祖忽必烈的要求，按照藏文字母的拼音方式創造了「八思巴文」。
- 1279年，八思巴圆寂，忽必烈追封他为“大元帝师”。八思巴去世後，薩迦巴內部政治紛爭不斷，对吐蕃地方的實控力开始逐漸衰落。
- 1288年至元二十五年，尚书省右丞相兼总制院使桑哥认为总制院职责重大，故向忽必烈奏请根据唐朝在宣政殿接待吐蕃使臣之例而更名为宣政院，由帝师兼领，被批准，而且院使升从一品，与中书省、尚书省、枢密院、御史台并列。根据当时规定，对于全国中原各省佛教和吐蕃地区的一般性事务可设行宣政院驻当地处理，如遇重大军事政务则由宣政院与枢密院联合负责处理。他们凡是对汉地佛教有利的也做。
- 1289年，逐渐发展起来的位于帕木竹（在今西藏山南市桑日縣）的當地豪族朗色林氏（簡稱朗氏）家族中的扎巴仁欽得到鎮西王鐵木耳不花與元朝帝師的許可，首次以丹薩替寺座主的身份出任伯木古魯萬戶長，被稱為“喇本”，開創了喇嘛擔任萬戶長的先例。
- 1322年至治二年，扎巴仁欽之侄絳曲堅贊以丹薩替寺座主身份廢黜了当地萬戶長堅贊夾卜，自任伯木古魯萬戶長，並得到了宣政院和薩迦巴的認可。這標誌著政教合一的帕竹政權开始初步形成雏形。这期间，因爭奪土地和人口，伯木古魯萬戶與雅桑巴萬戶（元史作牙里不藏思巴）多次發生衝突，絳曲堅贊派兵攻佔了雅桑巴的一些地方，並要求接管伊兒汗在西藏的封地，并要求薩迦巴出面裁決。薩迦巴企圖扶持雅桑巴，以遏制絳曲堅贊的擴張。薩迦派帝師貢噶洛追堅贊向元朝廷請求革除絳曲堅贊的職位。
- 1346年元惠宗妥欢贴睦尔至正六年，薩迦巴本欽甲哇桑布率領雅桑巴萬戶、搽里八（今譯作蔡巴）萬戶、迷兒軍（今譯作止貢）萬戶聯軍，進抵伯木古魯萬戶的治所烈伍棟城。絳曲堅贊在甲哇桑布面前與雅桑巴萬戶長對質時被拘捕。但薩斯迦軍隊沒有攻下烈伍棟城，暫時退兵。不久薩迦巴發生內訌，甲哇桑布考慮到長遠利益釋放了絳曲堅贊。
- 1348年，本欽旺秋貝再次率軍進攻伯木古魯，被絳曲堅贊擊敗。絳曲堅贊進而控制了雅桑巴、蔡巴萬戶領地。
- 1350年，絳曲堅贊遣使入京進貢，得到元惠宗的正式冊封。此後薩迦巴的内部政治鬥爭开始闘愈演愈烈，貢噶洛追堅贊的兩個兒子拘禁了甲哇桑布，甲哇桑布之子向絳曲堅贊求援。
- 1351年，帕木竹巴建立了節塘寺（今名澤當寺），其座主成為帕竹政權體系內的重要人物。
- 1354年木馬年，絳曲堅贊以營救甲哇桑布為名，發兵攻入薩迦巴。在甲哇桑布的協助下，絳曲堅贊接管了出蜜（曲彌）、仁蚌（仁布）等地，分兵駐守薩迦寺，然後返回烈伍棟。
- 1358年，在拉孜的薩斯迦本欽集合藏地軍隊反攻，被絳曲堅贊徹底擊敗，本欽也被俘獲。此時的已经初步成型的帕竹政權已經控制了烏思藏的大部分地區。同年，元惠宗正式册封絳曲堅贊為“大司徒”，帕竹政權正式完全取代了薩迦派在西藏的領導地位。此後，絳曲堅贊在藏文史籍中被稱為“大司徒絳曲堅贊”。絳曲堅贊在位時期，在領地內設置了多個宗，將元代以來烏思藏的政区“宗谿”固定下來。
- 1364年，絳曲堅贊去世，其弟索南桑波之子釋迦堅贊（明史作“章陽沙加監藏”）繼任，自稱第悉。
- 1368年春天，明朝建立。明代立國伊始，明太祖力圖通過烏思藏“攝帝師”喃加巴藏卜和元惠宗帝室“鎮西王”卜納剌等招撫烏思藏各部頭領，並在藏內各地設置都司、萬戶，多封眾建，羈縻而治。
- 1372年洪武五年，河州衛上奏：“烏思藏怕木竹巴大元灌頂國師章陽沙加，人所信服。今朵甘賞竺監藏與管兀兒相仇殺，朝廷若以章陽沙加招撫之，則朵甘必內附矣。”[6]明朝廷於是封釋迦堅贊為“灌頂國師”。
- 1373年，釋迦堅贊去世，丹薩替寺座主扎巴絳曲繼任第悉。
- 1375年，扎巴絳曲置怕木竹巴萬戶府，以帕竹首領為萬戶長。
- 1381年，扎巴絳曲讓位于索南扎巴（明史作“鎖南扎思巴噫監藏卜”）。
- 1385年，索南扎巴讓位于扎巴堅贊（明史作“吉剌思巴監藏巴藏卜”），自己出任丹薩替寺座主。扎巴堅贊繼任後，平定了帕竹內部的動亂，在其後的大部分時間裏，各地相安無事，於是他將各宗的宗本由流任改為世襲，為帕竹政權後來的走向衰落留下了隱患。扎巴堅贊在位的四十餘年閒，帕竹政權臻于極盛。
- 1406年明成祖永樂四年，明成祖遣使封扎巴堅贊為“灌頂國師闡化王”，以後的歷任帕竹第悉，多使用中原汉人的“王”的称号。帕竹政權下各宗（中原汉人的漢文史書稱爲“寨”）的宗本也被封為都指揮僉事，如牛兒宗（即內鄔宗，在今堆龍德慶縣）、領司奔（今仁布縣）、公哥兒（今貢嘎縣）、答噶爾（今達孜縣）等。同時，明朝廷也大量冊封各派僧人領袖，使其互相牽制，避免帕竹一家獨大。
- 1407年，明成祖永乐五年册封噶瑪噶舉派上師哈立麻（今作得銀協巴）為“大寶法王”。
- 1413年，薩迦派上師貢噶扎西（明太宗實錄作“昆澤思巴”）入京朝覲，被封為“大乘法王”。貢噶扎西返藏時，明成祖令帕竹第悉將其佔領了五十餘年的薩迦寺歸還薩迦派，並派漢官到薩迦舉行隆重的交接儀式。
- 1413年，受明成祖二次派人入藏召宗喀巴進京，宗喀巴弟子释迦也失进京。
- 1425年5月，釋迦也失再次進京，在北京居住十餘年，期間明宣宗宣德皇帝封其為「大慈法王」。
- 1432年，扎巴堅贊過世，扎巴堅贊之弟桑結堅贊與自己的儿子扎巴迥乃（明史作「吉剌思巴永耐堅藏巴藏卜」）爭奪王位（第悉）的繼承權。從这一年仁蚌巴專權開始算起，一直到後來1565年藏巴王朝建立為止，西藏史書通常將這段時期稱之為「仁蚌巴統治時期」。仁蚌巴以後藏的三竹節（日喀則）為統治中心，信奉噶舉派，反對格魯派。
- 1440年，在大臣仁蚌巴和丹薩替寺座主索南堅贊的支持下，扎巴迥乃承襲闡化王位。
- 1446年，扎巴迥乃死後，桑結堅贊要求「借襲」闡化王位，得到明英宗的批准，出現了父承子位的局面。仁蚌巴的勢力則不斷發展，逐步架空了帕竹政權的統治。
- 1469年，扎巴迥乃之弟貢噶勒巴承襲父位後。其后，同父异母的兄弟錯傑多吉執政時，仁蚌巴控制了帕竹的統治中心澤當，甚至操縱闡化王的廢立，帕竹已經是形同傀儡，事實上完全無法影響西藏的政局。扎巴迥乃之子阿格旺波（明孝宗實錄作「阿吉汪束劄巴」，明史作「班阿吉江東劄巴」）在位時，各處衝突迭起，帕竹第悉僅能勉強維持局面。
- 1479年，仁蚌巴在拉薩建立了一個噶舉派的寺院，卻數度被其他格魯派寺院的寺僧所拆毀。仁蚌巴後來決定派兵討伐，遂先後佔領拉薩等地。
- 1498年，从这年开始，仁蚌巴開始禁止格魯派「三大寺」的僧人參加「傳昭大法會」。之後的20餘年，傳昭大法會因此都由拉薩附近的噶舉派和薩迦派僧人所主持。
- 1510年，阿格旺波死後，年僅十二歲的阿旺扎西扎巴（明史作「阿往劄失劄巴堅參」）即位為第悉。
- 1546年，格魯派索南嘉措被迎至哲蚌寺内，成为根敦嘉措的转世，自此西藏佛教格鲁派实行活佛转世的办法正式开始。
- 1564年嘉靖四十三年，阿旺扎西扎巴才遣使向明世宗嘉靖皇帝請封闡化王之位。
- 1565年，阿旺扎西扎巴之子夏仲阿旺扎巴繼任第悉。
- 1565年，原本擔任仁蚌巴手下官員的辛廈巴·才丹多杰起兵造反，趁仁蚌巴阿旺吉扎領兵外出時，在三竹節（今作桑珠孜，即日喀則市）發動政變，殺死了阿旺吉扎之子，隨後成功抵擋住了阿旺吉扎的進攻，先後佔據了香、八囊倫珠孜、帕日等宗管轄的地域。才丹多傑死後，其子衮巴拉旺多吉進而控制了後藏的大部分地區，取代了仁蚌巴阿旺吉扎的統治。一年以後，辛廈巴的勢力範圍已囊括了后藏的大部分地区，他因此自稱為「藏巴加波」（「藏」即今日喀則一帶；「加波」則是國王的意思）。
- 1578年，明神宗万历六年，蒙古土默特部放弃了对萨满教的信仰，改信佛教，土默特俺答汗為格魯派索南嘉措上尊號為「聖識一切瓦齊爾達喇達賴喇嘛」。此為「達賴喇嘛」一詞的出處，同时追认根敦嘉措为第二世达赖喇嘛，根敦朱巴为一世达赖喇嘛。
- 1579年明神宗萬曆七年，札釋藏卜入貢請封，仍襲闡化王號。札釋藏卜死後，其子請求襲職，明神宗用沈一貫之言，加稱其為“烏思藏怕木竹巴灌頂國師闡化王”，“其後奉貢不替。”[7]
- 1611年，衮巴拉旺多吉的侄子彭措南傑自稱第悉，被稱爲第悉藏巴即藏巴汗。首都在三竹節（今日喀則）。
- 1613年，辛廈巴的第四任後繼者彭措南傑控制了阿里地區，並將四周的各個小國予以佔領，但古格王朝得以幸免。在宗教信仰上，彭措南嘉崇信西藏佛教中的噶舉派，曾經兩次因為宗教糾紛而出兵攻打信奉主巴噶舉派的不丹，給噶舉四大支中的噶瑪巴封上「衛藏之主」的印信，但卻与新興的格魯派不和。
- 1617年，格魯派請求青海喀爾喀蒙古軍隊入藏，聯同色拉寺、哲蚌寺僧兵攻打駐守拉薩的藏巴汗軍隊。
- 1618年，噶瑪巴派了萬餘人前來救援，打敗了由色拉寺僧兵與其他格魯派施主所組成的聯軍，佔領色拉寺和哲蚌寺，殺死幾百名僧俗人，其餘的格魯派僧侶只好被迫逃亡北方。彭措南傑因此平定了動亂，使前藏大部分地區也臣服于藏巴汗。現代藏學一般將这年定為藏巴汗政权正式建立并取代帕竹政權統治西藏地區的開始。
- 1621年，噶玛丹迥旺波繼任藏巴汗。
- 1621年，格魯派軍隊與由五世達賴喇嘛引來的蒙古軍隊一同聯合作戰，而在拉薩附近一舉擊敗了藏巴汗的軍隊。藏巴汗退守藥王山，後來經由班禪仁波齊的從中調解，藏巴汗才允許哲蚌寺和色拉寺的僧人返回寺院，同時改正被強制改信噶舉派的各個格魯派寺院。然而，藏巴汗並不甘心，此後仍基本上繼續執行仇視格魯派的政策。
- 1626年，葡萄牙耶酥会传教士安东尼奥·德尔·安德拉德和他的兄弟曼努埃尔马尔克斯进入古格王朝的阿里地区传教。随后传教士开始在古格传教，当时的古格王赤扎西扎巴德与他充任宗教领袖最高法王的弟弟矛盾很深，古格王试图用西方人来抵消当地僧侣势力的威胁，削弱佛教团体的影响，引起僧侣的不满。
- 1633年，古格王朝的僧侣们发动叛乱，古格王弟勾结拉达克军队围攻古格都城。
- 1634年，格魯派四世班禪與五世達賴邀請和碩特部汗王圖魯拜唬（即後來的顧實汗）自青海入藏。
- 1635年，古格王不敌而投降，國王及王室成員不幸遭拉達克將士殺害，古格王朝灭亡。其地被拉达克王室统治，后来又被拉萨政府夺回。
- 1641年，顧實汗發兵攻打藏巴汗，包圍了日喀則的藏巴汗府邸。
- 1642年，藏巴汗兵敗被俘，不久被杀。顧實汗繼續西進，降服了後藏地區，並親自駐守日喀則，命其長子达延鄂齐尔汗駐守拉薩，分兵控制西藏各地，建立和硕特汗国又称为甘丹頗章或噶登頗章政权，被清朝順治皇帝封為“遵行文義敏慧顧實汗”。帕竹的第悉稱號被废，帕木竹巴正式结束。顧實汗将八个儿子留在青海，护卫汗国，史称八台吉。
- 1653年4月，清朝政府正式授予五世达赖喇嘛金印、金册，承认他在西藏政治宗教上的统治地位。
- 1676年康熙十五年，受五世达赖推荐，第二任第巴陈列嘉错之侄桑结嘉错接替罗桑图道担任第巴。桑结辞以年轻为由，未接受，五世达赖乃为之专颁一道法旨，继续推荐。
- 1679年，桑结嘉错就任，是为第五任第巴。拉达克战争爆发。
- 1682年，五世达赖过世（当时西藏与拉达克等开战），桑结嘉错匿不发丧，诡称达赖坐静闭关，秘不见人，从而继续以五世达赖名义号令西藏、和硕特部、厄鲁特部，他与当时西藏军事首领，和硕特部的法王关系紧张，因此图谋驱逐和硕特部出藏。他结纳厄鲁特部准噶尔汗国首领噶尔丹，互相支持，又以达赖名义邀封于清朝康熙皇帝。
- 1694年，康熙帝封桑结嘉错为“掌瓦赤喇怛喇达赖喇嘛教弘宣佛法王”，他于是自称“土伯特国王”，以此与和硕特部的法王拉藏汗抗争，并支持噶尔丹入侵喀尔喀蒙古。
- 1696年，清朝軍隊在昭莫多之战中大败噶尔丹的军队。
- 1697年，准噶尔汗国首领噶尔丹败亡之后逃跑病死，康熙帝严诏谴责桑结嘉错。桑结惧，加上不断受到西藏各势力的质疑，并且与准噶尔汗国新任首领策妄阿拉布坦对立，乃立仓央嘉措为六世达赖，并派遣密使赴京请封。
- 1701年，和硕特汗国最后第二任可汗达赖汗朋素克去世，最后一任可汗拉藏汗继承汗位，清朝康熙皇帝册封为翊法恭順汗。
- 1705年，準噶爾汗国與清朝再度發生戰爭，拉藏汗進攻拉薩，罷免并诱杀第悉桑结嘉措。
- 1706年6月28日，拉藏汗殺桑结嘉措后，更與康熙皇帝決定同時廢黜第六世達賴喇嘛倉央嘉措，重新选定阿旺伊西嘉措为六世达赖，得到康熙的册封。此舉激怒了拉薩的僧侶，他們在哲蚌寺齊集保護倉央嘉措。然而，當拉藏汗的部隊炮轟哲蚌寺時，為阻止喇嘛們的慘重傷亡，倉央嘉措選擇自願受縛。之後，押解至北京。按官方资料记载，倉央嘉措于同年11月15日北上途中死于青海湖附近公噶瑙尔。另一说，仓央嘉措在押解途中逃脱，曾现身藏东南，后前往藏南、拉萨、厄鲁特部、和硕特部，并在蒙古阿拉善旗隐居直至1746年去世。
- 1709年清康熙四十八年，清朝廷派遣侍郎赫壽前往拉薩，辦理西藏事務[8]。此為清代派遣大臣駐藏辦理政務之始，但只能视为為臨時派員，未成定制。
- 1713年，清朝康熙皇帝正式授予五世班禅喇嘛金印、金册，确定班禅和达赖的同等地位，“互为师”，谁大谁为师。
- 1716年，准噶尔汗国首领策妄阿拉布坦派兵入侵西藏，进攻拉萨。
- 1717年，策妄阿拉布坦派台吉大策凌敦多布经藏北纳木错攻入拉萨，杀死了拉藏汗，和硕特汗国灭亡。
- 1718年，清朝康熙皇帝由青海路出兵入藏攻打厄鲁特部军队，不过不幸全军覆没。

## 清治時期
清治时期以1720年清军击败入侵西藏的准噶尔汗国军队并在西藏驻军为起点：
- 1720年，衛藏向清朝康熙皇帝求援，清朝第二次出兵成功赶走准噶尔军，并派兵护送七世达赖回藏。清军攻入拉萨，撤销了国王、可汗等称号，改称“西藏”。清政府从此在西藏驻军。清朝和准噶尔军在吐鲁番方面也有战斗。
- 1724年，清朝雍正皇帝派遣的清军击败准噶尔。
- 1727年雍正五年正月，雍正皇帝派遣内閣學士僧格、副都統馬喇駐拉薩，“與達賴喇嘛、康濟鼐、阿爾布巴等和衷辦事”[9]，並設立駐藏大臣衙門。自此，朝廷派駐藏大臣二員辦理西藏事務。
- 1739年乾隆四年，晉封噶倫頗羅鼐為多羅郡王。
- 1747年，頗羅鼐病故，其次子珠爾默特那木札勒襲封郡王。珠爾默特那木札勒“素不信奉達賴喇嘛，心懷仇隟”[10]，表面上順從駐藏大臣，暗中聯絡蒙古準噶爾汗国，伺機起兵反叛。
- 1749年，珠爾默特那木札勒攻殺其長兄“阿里公”珠爾默特策布登，控制了阿里。
- 1750年，駐藏大臣傅清、拉布敦誘殺珠爾默特那木札勒，隨後為其黨羽卓呢爾（官名）羅卜藏札什所杀。隨後，清朝廷派四川總督策楞領兵入藏平叛。清政府驻藏大臣制度最终确立，成為定制，不再冊封噶倫為札薩克，防止權力集中於世俗貴族之手。
- 1751年，清朝頒行策楞所奏的《西藏善後章程》十三條。章程規定，噶倫員額為四人，且必須于公所（噶廈）辦理政事。[11]章程擴大了駐藏大臣的職權，並首次正式規定了達賴喇嘛的世俗權力，形成了駐藏大臣、達賴與班禪的僧官系統、噶廈俗官系統三者制衡的狀態；正式設立噶廈政府，駐地在拉薩大昭寺，長官為噶倫，秉承駐藏大臣、達賴喇嘛旨意辦事。
- 1780年，六世班禅赴京觐见，为乾隆皇帝庆祝70大寿，由于拒绝接种，感染天花在承德去世，将随身携带的金苯巴瓶留在承德仿布达拉宫建造的普陀宗乘之庙。六世班禅曾是乾隆老师，乾隆赠送给了班禅喇嘛及其兄弟姊妹很多金子。但班禅喇嘛的驻锡地扎什伦布寺却没有给六世班禅的兄弟白教第十世夏玛巴他的那部分。当夏玛巴的杨巴千寺的管理员对此事抱怨时，扎什伦布寺答复说，金子全部都是属于扎什伦布寺的。第十世夏玛巴还遭到诽谤，说他为了重新得到他的寺院，策划谋反西藏政府。从而在西藏政府与夏玛巴相互仇视。
- 1784年，夏玛巴撤离西藏去了邻国廓尔喀（今尼泊爾）。
- 1791年，廓爾喀因與西藏鹽稅銀錢纠纷與白教祖古夏瑪巴唆使，軍隊入侵西藏，意图抢掠遍布西藏各地的寺庙中的财富。西藏政府請求清政府派兵支援。
- 1792年，清朝乾隆皇帝命大将軍福康安同参赞大臣海兰察率领清兵支援当地藏兵，将廓爾喀軍隊驅返喜马拉雅山南麓，甚至还反攻至廓尔喀首都－陽布外二十公里的熱鎖橋，迫使廓尔喀向清朝五年朝贡一次。驅逐廓爾喀軍隊之後，清政府以完善西藏行政為由，訂立了治理西藏的多項章程，要求以“金瓶掣簽”認定達賴喇嘛、班禪喇嘛和其他呼圖克圖的轉世。[12]
- 1793年，上述章程的部分條款彙編成《钦定藏内善后章程》，並翻譯成藏文，详细规定西藏的宗教事務、外事、軍事、行政和司法权力，达赖、班禅转世程序，地方政权的组织结构，并正式划分西藏和青海、四川、新疆等省份的边界。此后西藏的政务基本依照此章程行事。
- 1841年，森巴戰爭爆发。藏軍收復阿里，但在拉達克境內被森巴軍擊敗，於是雙方議和。
- 1846年，驻藏大臣琦善就當時的種種弊端擬定《裁禁商上积弊章程》，整顿和完善西藏地方吏治，但亦放弃了驻藏大臣的部分权力，如对商上财政的审核权及停止派兵巡查部分地区等。
- 1855年，尼泊爾再度入侵西藏，引发廓藏戰爭，清政府由于太平天国爆发的原因而未予協助。[13]
- 1856年，簽訂藏尼和約（《塔帕塔利條約》）。[13]
- 1888年光緒十四年，英属印度军队發動第一次入侵西藏的戰爭（隆吐山战役），清政府求和。
- 1890年3月17日，清政府与英國在印度的加爾各答簽訂《中英藏印條約》，哲孟雄（錫金）成為英國的保護國，西藏由此失去藩籬。
- 1893年12月5日，清政府與英國代表在印度大吉嶺簽訂《中英藏印續約》，開放亞東為商埠，英人在該地享有領事裁判權。英國自此打開西藏的大門。
- 1895年，第十三世達賴喇嘛阿旺·羅桑土登嘉措親政。十三世達賴喇嘛嚴厲懲治與英人入侵有關的人，並派人推倒印度在藏印邊界上豎立的界碑，對印度進口貨物依舊課什一稅。
- 1903年12月，由于对噶廈政府拒绝执行中英藏印條約[14]不满，英国军队再次侵入西藏。
- 1904年3月31日，英国军队和藏军交火，用机枪和大炮杀死700多人。4月中旬，英军进入了江孜地区，面对江孜宗山坚固的防御工事，英军从印度调来了4000多名援军和8门大炮，以及大量先进的穿甲炮弹。6月，西藏政府發佈徵兵廣告以回擊英軍。剛接替裕鋼駐藏大臣之職的有泰此時仍舊奉行妥協政策，對藏軍進行多方約束和限制，向清政府提出「今欲折服其（西藏）心，非任其戰任其敗，終不能了局」。七月初，英軍佔領江孜，達賴喇嘛感到敗局已成，便派人與英人接觸以阻止其進犯拉薩。十三世达赖喇嘛於7月27日率親信被迫途经青海逃往蒙古，臨走前指定龙布嘉措為代理攝政。但英軍領率麥克唐納仍舊率軍前進，7月7日，英军攻陷江孜宗山，七月底渡過雅魯藏布江。8月3日，英军佔領拉薩。達賴喇嘛的出走加之對西藏氣候的不適應，英軍不能在拉薩長駐。统帅英军入侵西藏的上校荣赫鹏找到駐藏大臣有泰，並拿出已經準備好的拉薩條約草案，要他誘逼西藏代表進行談判。英军在拉萨大肆劫掠，抢走了许多珍贵的文物和经典。9月7日，荣赫鹏逼迫西藏哲蚌、色拉、噶尔丹三大寺的寺长罗生戛尔曾等人在拉萨签订了《拉萨条约》，代理攝政龙布嘉措在《拉薩條約》上蓋上了達賴喇嘛的印章。此時有泰上奏朝廷，說「達賴喇嘛兵敗潛逃，聲名狼藉」，請求褫革達賴喇嘛的封號，由班禪額爾德尼來拉薩掌理宗教事務。清政府於是下令「將達賴喇嘛名號暫行革去，並著班禪額爾德尼暫攝」。有泰同時將拉薩條約的內容報告給清廷，條約公佈後廣泛引起公憤，俄國也對英國在西藏獨家牟利提出質疑。於是清政府決定和英國商談修改拉薩條約，賠款由清政府償還。条约送北京，但清廷却坚持不在该约上签字。清政府派唐绍仪、张荫棠等赴印度同英方谈判，唐绍仪坚持中国对西藏的主权不容侵犯。
- 1905年1月，外務部右侍郎唐紹儀率參贊張蔭棠、梁士詒奉命赴印加爾各答與英印政府上一修改條約事宜。英人派外交大臣費禮夏為全權代表同中國代表談判。唐紹儀要求刪去條約中的第九條，堅持中國對西藏擁有主權，但英人堅持只承認中國對西藏的宗主權。當時宗主權與主權分別被譯為「上國」和「主國」，唐紹儀指出「查上國二字﹐英文系『蘇索倫梯』（Suzerainty，按今譯宗主權），譯言所管為屬國，而屬國自有治民之權，若自認為上國，則西藏等於韓、越、球、緬。主國二字，英文系『騷付倫梯』（Sovereignty，按今譯主權），譯言臣民推為極尊，歸其管轄，而各事可定者也。」雙方爭執不決，於是11月12日英方提出停止談判。
- 1906年4月27日，中國代表唐紹儀與英國代表薩道義簽訂《中英續訂藏印條約》，共六款，《拉薩條約》作為附約。
- 1908年4月20日，中英雙方簽訂《中英修訂藏印通商章程》。
- 1908年9月，第十三世达赖喇嘛来到北京，觐见清朝皇帝。
- 1910年2月，达赖喇嘛准备返回拉萨时，清朝官员以保护达赖喇嘛为由，由赵尔丰鐘穎率约两千餘名川軍抵藏，進駐西藏東部，加强中央政府对西藏的统治。達賴喇嘛隨後返藏，約見幫辦大臣溫宗堯，希望其令川軍停止越軌行為。溫宗堯同意約束川軍不再騷擾百姓，不侵害達賴喇嘛固有地位。達賴喇嘛遂將在各地阻擊川軍的藏軍調回拉薩，並奏謝朝廷封賞，恢復對駐藏大臣的一切供應。但駐藏大臣聯豫對達成的意見多加指責，並拒絕在給達賴喇嘛的復信上簽字蓋章。是時，拉薩盛傳聯豫的衛隊向群眾開槍，達賴喇嘛感到形勢嚴峻，於2月12日夜在布達拉宮召開緊急會議，午夜後再次出走。2月21日，達賴喇嘛由亞東英商務處代理麥克唐納引至印度。聯豫反而奏報朝廷，再次褫奪了達賴喇嘛的名號和部分官員的官階品第。与此同时，聯豫起用左參贊羅長裿，在川滇邊務大臣趙爾豐川軍的配合下率軍攻佔波密。波密土王白馬策旺逃往墨脫。在清军的军事压力下，墨脫宗宗本（相當於縣長）道布（門巴人）設計誘殺了波密土王。二路清軍消滅了其餘波密頭領，並留兵駐守。在此期间钟颖军与赵尔丰军会师于查木多（昌都），后迅速推进到工部（今林芝专区首府八一镇附近），对整个工部和波密地区（昌都、林芝地区）进行改土归流，先后建立查木多、江达（工部）等十多个县，赵同时向南派兵，在察隅地区（今西藏自治区最东南，临中印边境东段之东，与印占瓦弄相邻），建立了察隅县。趙爾豐意欲於波密置縣，改土歸流，但不久武昌起義作，計劃擱淺。

## 近代
- 1911年10月10日，武昌起义爆发，辛亥革命开始。
- 1911年冬天，清四川总督赵尔丰在成都被民众处死，局势剧变，西康地区也发生严重动乱。
- 1912年初，流亡印度的十三世达赖喇嘛发布《告民众书》“（汉人）固当驱除净尽……总期西藏全境汉人绝迹，是为至要”，擦絨·達桑占堆承达赖之意组成一万名“西藏民军”，围攻江孜、亚东、日喀则等地的清军，清军戰败，经过尼泊尔驻拉萨代表调停，清军被解除武装。
- 1912年，噶廈與聯豫、鍾穎等清朝駐藏官員達成協議，川軍解除武裝後與駐藏官員離開西藏，史稱第一次驅漢事件，駐藏大臣制度終結。4月22日，中华民国袁世凯发布大总统令宣称：“现在五族共和，凡蒙、藏、回疆各地方，同为我中华民国领土，则蒙、藏、回疆各民族，即同为我中华民国国民”。[15]7月，民國政府設立蒙藏事務局，後又恢復了十三世達賴喇嘛名號。12月中旬，十三世达赖喇嘛回到拉萨，重掌西藏。原亲汉势力遭到排挤和镇压，丹吉林寺被解散，哲蚌寺规模最大的洛色林扎仓遭到镇压。
- 1913年1月11日，外蒙古政府和西藏代表在蒙古庫倫簽訂《蒙藏條約》，互相承認獨立主權地位。但西藏代表的身份受到質疑，因為藏方的簽約人阿旺德爾智同时是俄羅斯的布里亚特公民。[16]
- 1913年2月14日（藏曆水牛年正月初八日），第十三世達賴喇嘛發佈聖地佛諭，文告的內容涉及西藏的體制改革、實行新政等內容。文告中「我們是一個很小的、信教的獨立國家」（英文：We are a small, religious, and independent nation）語句被學者反復引用論證，時常被認為是達賴喇嘛宣佈西藏獨立的重要宣示。一些學者主張這份文告是西藏的獨立宣言。
- 1913年10月至1914年7月间，中華民國政府、英屬印度和西藏政府三方在印度北部城市西姆拉舉行西姆拉會議，產生《西姆拉條約》（英語：Simla Accord），其中最著名的一項就是相關印藏邊界劃定的麥克馬洪綫。中華民國政府的與會代表拒絕在協議上簽字。但西藏代表签字接受了包括麥克馬洪綫在内的一系列協議。
- 1917年，在康区的冲突中，西藏噶厦取得了胜利，占领了昌都、德格等地。随着继续扩军，噶厦无力维持飞涨的军费开支，转而向后藏扎什伦布寺第九世班禅喇嘛要求巨额税收。
- 1923年12月，面对噶厦巨额税收，班禅喇嘛抗议无果后，于出走内地，随后受到中华民国政府的接待。
- 1924年，達賴喇嘛派貢覺仲尼赴京充任西藏駐京總代表。同時達賴喇嘛還派代表參加了中央參眾兩院會議。
- 1927年，國民政府成立，達賴喇嘛派五臺山堪布羅桑巴桑到南京謁見蔣中正。
- 1929年，班禪駐京辦事處成立。
- 1931年5月5日，班禪喇嘛前往南京參加國民會議，在會上致簡短祝詞。1931年5月10日，班禪喇嘛在南京新亞細亞學會第三次會員大會上發表了題為《西藏是中國的領土》的講演。
- 1933年12月17日，十三世達賴喇嘛土登嘉措在拉薩圓寂。
- 1934年，熱振呼圖克圖被公舉為西藏政府攝政。
- 1937年12月1日，九世班禅由中华民国政府派遣的5000人护卫队护送回藏，但在回藏的途中在青海玉樹圓寂。
- 1938年9月24日，中华民国蒙藏委員會頒佈《喇嘛轉世辦法》，共13條。重申金瓶掣籤制度。明確規定達賴喇嘛、班禪額爾德尼、哲布尊丹巴呼图克图暨各處向來轉世之呼圖克圖、諾門汗、班第達等圓寂後，應報由該管地方最高行政機關轉報蒙藏委員會備案；轉世靈童訪獲後，報由該管地方最高行政機關轉報蒙藏委員會查核，分別掣簽等等。
- 1940年1月15日，吳忠信一行抵達拉薩。1月26日，熱振呈請對達賴轉世靈童拉木登珠免於金瓶掣籤，吳忠信向中央轉報核准，同時於羅布林卡察看了靈童。1月31日，行政院長蔣中正向國民政府呈請發佈明令准拉木登珠繼任十四達賴喇嘛。2月5日，國民政府發佈命名：「青海靈童拉木登珠，慧性甚深，靈異特著，查系第十三輩達賴喇嘛轉世，應即免於抽籤，特准繼任為第十四輩達賴喇嘛」，並撥給40萬元作為坐床典禮經費。最终，第十四世達賴喇嘛并未经过金瓶掣籤，吳忠信也未主持坐床仪式[12]。
- 1942年7月，西藏噶廈宣佈成立外交局，要求各國改為與外交局交涉。英國駐拉薩使團同意，國民政府蒙藏委員會拒絕。
- 1943年，西藏召開民眾大會，對「外交局」事接受國民政府意見，收回原議。
- 1949年
  - 6月2日，國民政府代總統李宗仁頒佈准予宮保慈丹繼任第十世班禪額爾德尼的命令。
  - 8月10日，國民政府特派蒙藏委員會委員長關吉玉為專使主持十世班禪坐床典禮，並頒賜金印及禮品。
  - 10月1日，中華人民共和國成立，北京的广播电台宣称中国人民解放軍一定要解放包括西藏等地。
  - 11月2日，噶厦政府致函毛澤東，表示希望進行會談，派遣了孜本夏格巴·旺秋德丹、孜江堪穷·土登嘉波二人为代表。两人在香港簽證時，獲得中共政府的通知：即將到任的中共駐印度德里大使將與他們會談。中共方面代表聲明：“西藏的國防由中共政府負責，承認西藏是中國的一部分。在承認上述條件后，代表們為了作出決定可以前往北京。”噶厦政府表示无法接受，由此和谈未能进行。
- 1950年8月15日，墨脱县发生里氏8.5级地震。地震引发山体崩塌、滑坡和泥石流，墨脱大地面目全非。这次大地震中，在中国造成了约4000人死亡，而在印度的死亡人数也达到了1526人。
- 1950年10月7日，由军官王其美率领的解放军四万余人分八路向康区首府昌都進攻，八千余人的藏军不敵戰败。两天后解放军繼續向昌都进军，俘获多麦总管阿沛·阿旺晋美及其手下士兵。[17]同日，噶厦政府向联合国秘书长呈交报告：“西藏人民已清楚无力阻擋中共軍隊的前進，西藏人已應允與共產黨政府進行和談。虽然长久热爱和平的西藏人民欲要战勝熟练於战争的共產黨軍隊的希望并不大，但我們相信在世界的任何地方，只要發生侵略行为，联合国是必定会帮助予以抗击的。”
- 1950年10月17日，面對中國人民解放軍的軍事力量，在西藏眾多僧侶的要求下，丹增嘉措提前正式繼位親政，處理政教事務。隨后达赖喇嘛丹增嘉措被迫離開拉薩，暫居西藏南部的錯模避难。[18]
- 1951年4月，在打败西藏东部和北部的少数藏军，解放军约几万人向西藏中部地区推进。西藏噶厦政府代表团不得不前往北京进行和谈。以阿沛·阿旺晋美为首的五人代表团前往北京。

## 现代
现代以1951年中華人民共和國政府与噶廈政府签订和平解放西藏十七條協定为起点：
- 1950年至1959年之間，由於冷戰的需要，美國中情局直接資助第十四世達賴喇嘛的兩個哥哥[19]。
- 1951年5月23日，西藏代表团在没有向西藏政府彙報的情况下与中国政府签订了《中央人民政府和西藏地方政府关于和平解放西藏办法的协议》，[20][21]协议一共十七条，规定：“西藏人民团结起来，将帝国主义侵略势力驱逐出西藏；西藏地方政府积极协助人民解放军进入西藏，巩固国防；西藏实行民族区域自治；西藏现行政治制度和达赖喇嘛、班禅额尔德尼的固有地位及职权，中央不予变更，各级官员照常供职；实行宗教信仰自由的政策，尊重西藏人民的宗教信仰和风俗习惯；逐步发展西藏民族的语言、文字和学校教育，以及农牧工商业，改善人民生活；西藏地区的涉外事宜，由中央统一管理。”协议还明确规定，有关西藏的各项改革事宜，中央不加强迫，西藏政府自动进行改革。这个文件标志着中国实现了对西藏的控制。
- 1951年5月27日，達賴喇嘛從北京的廣播中得知签订和平解放西藏十七條協定的消息。7月，張經武將軍抵達錯模會見丹增嘉措，打算讓達賴喇嘛與解放軍軍隊一同進入拉薩。但丹增嘉措堅持自己先回拉薩，8月，流亡在外大半年的達賴喇嘛回到拉薩。
- 1951年10月24日噶厦政府以达赖喇嘛名义于致电毛泽东，表示“双方代表在友好基础上，已于1951年5月23日签订了关于和平解放西藏办法的协议。西藏地方政府及藏族僧俗人民一致拥护，并在毛主席及中央人民政府的领导下，积极协助人民解放军进藏部队，巩固国防，驱逐帝国主义势力出西藏，保护祖国领土主权的统一”。班禅喇嘛和堪布厅也发表声明，指出协议“完全符合中国各族人民，特别是西藏民族人民的利益”。
- 1951年10月26日27日，代表中華人民共和國实質主权的三千余解放军进入拉萨。另外，从西藏东部和新疆等地有两万余解放军进入西藏，并控制了日土、噶尔等重要地区，随后又进驻江孜、日喀则等地。于是，拉萨在内的西藏全部主要城市都有解放军驻守，并在西藏东部和西部的整个地区集中大量的军队。至此，中華人民共和國取得對西藏之实質管理权。
- 1954年，达赖、班禅赴北京参加中华人民共和国第一届全国人民代表大会。達賴喇嘛在会上发言，对三年多来执行“十七条协议”所取得的成绩给予了肯定，对会议所审议的中华人民共和国第一部宪法草案中有关民族区域自治的原则和规定表示拥护。在谈到宗教问题时，达赖喇嘛说：西藏人民具有很浓厚的宗教信仰，一些人制造的“共产党、人民政府毁灭宗教”的谣言曾经使他们疑惑不安。但是现在，这种“挑拔离间的谣言已经全部破产了，西藏人民已经切身体会到了我们在宗教信仰上是有自由的。”他表示，要在中央人民政府的领导下，在各族人民帮助下，逐步把西藏建设成为繁荣幸福的地方。9月20日，达赖、班禅等西藏代表与出席会议的中華人民共和國全国各民族代表以投票表决方式通过了《中华人民共和国宪法》。在此次会议上，達賴喇嘛當選为全国人民代表大会常务委员会副委员长，班禅额尔德尼当选为全国人民代表大会常务委员会委员。
- 1955年之后，中央政府在四川、青海等地藏區推行人民公社制度，进行大躍進运动。结果遭到地方藏人各阶层的抵制，并多次引發民众暴乱。
- 1956年4月22日，达赖喇嘛就任西藏自治区筹备委员会主任委员。他在筹委会成立大会上致词说：“1951年我派代表到北京与中央人民政府代表进行谈判，在团结友爱的基础上，签订了《中央人民政府和西藏地方政府关于和平解放西藏办法的协议》。从此，西藏人民永远摆脱了帝国主义的奴役和羁绊，回到祖国大家庭，和祖国各兄弟民族人民一样，充分享受到民族平等的一切权利，开始走上了自由幸福的光明大道。”
- 1957年至1961年間，美國中情局在美國科羅拉多山谷，秘密訓練藏獨武裝分子，並空投到西藏參戰。
- 1959年，中国官员張經武邀請剛得到學位的達賴喇嘛一同欣賞歌舞，中央官員的多番催促確定表演時間，丹增嘉措最終選定3月10日。
- 1959年3月10日，藏族群眾里拥护达赖喇嘛的人擔心達賴喇嘛遭中共綁架，包圍達賴喇嘛的夏宮羅布林卡，勸阻他赴約，並在大街上張貼海報、呼口號，要求中共離開西藏。最后演变为武装冲突。西方国家将这件事定性为对西藏的武装入侵。後來，流亡藏人將3月10日視為正式起義反抗中共的紀念日西藏人民起义日。
- 1959年3月17日，解放軍開始炮击藏族反抗武装占据的羅布林卡，當天深夜達賴喇嘛離開拉薩，飛往印度实际控制的达旺地区，開始了与8萬西藏人一起的流亡生涯。[22][23][24]
- 1959年3月28日，国务院总理周恩来签署国务院令，宣布解散原西藏政府，由西藏自治区筹备委员会行使西藏地方政府职权，并在西藏实施民主改革，废除政教合一的封建农奴制。
- 1959年4月29日，噶厦政府人员在印度达兰萨拉宣布成立西藏流亡政府，要求西藏独立，并在国际上逐渐得到了一些支持。班禅则支持解放军。
- 1959年6月20日，达赖喇嘛宣佈不承認「十七條協議」，並聲明「十七條協定」是西藏政府和西藏人民在武力下逼迫簽訂的。西藏流亡政府指，当年由阿沛·阿旺晉美率领的5人谈判代表团，是在中共当局的逼迫下和北京签署17条和平协议。当时他们在无法通知西藏政府的情况下，以个人名义在协议上签名，文件上的印章没有他们的正式官衔。[25]
- 1959年，西藏开始进行名为西藏民主改革的土地改革運動。
- 1959年、1961年和1965年，在达赖喇嘛呼吁下，联合国通过三次决议，要求中國尊重西藏人權與西藏人民族自決的愿望。[26]
- 1963年，达赖喇嘛颁布一份基于《世界人权宣言》的民主化憲法草案（名為「流亡藏人憲章」），成立由流亡印度的难民选举产生的西藏流亡议会，并由西藏流亡议会选出西藏流亡政府。憲章還規定了其人民擁有言論、信仰、以及集會自由。
- 1966年8月，拉薩開始了西藏的文化大革命。幾乎所有的寺廟被先洗劫後摧毀。數千名西藏僧俗被迫害，送進勞改營。[13]
- 1978年12月，中國共產黨第十一屆中央委員會第三次全體會議宣布修正思想路線。西藏得到較大幅度之宗教自由。[13]
- 1979年1月，達賴喇嘛的第一個代表團到中國和西藏。另外三個代表團到西藏、中國，但均無實質之對話。[13]
- 1987年10月1日，拉薩爆发反中國暴亂。中國政府發布六人死亡，數百名受傷。西方目擊者稱至少有十三人死亡。[13]
- 1988年3月5日，拉薩再度發生反中國人暴動。中國武警向群眾開槍。根據北京的報導有一人死亡，309人受傷。西藏之消息則說有八人死亡。[13]
- 1988年12月10日，反中國示威演變成暴亂。中國警察向群眾開槍。根據目擊者之證辭有十二人死亡，多人受傷。[13]
- 1989年1月28日，十世班禪班禪額爾德尼·確吉堅贊於西藏圓寂。
- 1989年3月，對中國政府的西藏政策不滿的人士再次發起遊行示威，并引发1989年拉萨骚乱，最终演变成警民流血衝突。當時的西藏自治區黨委書记胡錦濤向中共中央申請了戒嚴。[27]
- 1989年3月7日，中華人民共和國國務院在拉萨宣布戒严、出动武警和中国人民解放军部队以武力镇压的事件。這次事件中有387人死亡、721人受傷。
- 1991年，被定为「國際西藏年」。[13]
- 1991年5月23日，美國國會宣布西藏為「被佔領國家」。[13]
- 1991年8月23日，聯合國人權小組委員會通過決議抨擊中國的西藏政策。[13]
- 1995年5月14日，在全國政協委員、班禪靈童尋訪小組組長、扎什倫布寺住持恰扎仁波切將尋訪結果通信告知達賴喇嘛後，達賴喇嘛单方面宣佈更登確吉尼瑪是十世班禪喇嘛的轉世靈童。北京政府隨即宣佈恰扎仁波切「叛國」，並且不承認更登確吉尼瑪的靈童候選資格。
- 1995年5月17日，只有六歲的更登確吉尼瑪與其家人被人带走，下落不明。傳與父母在中國北京遭軟禁。
- 1995年11月29日，中国政府經過金瓶掣簽，最終認定坚赞诺布為第十世班禪額爾德尼的转世灵童。
- 1995年12月8日，坚赞诺布按照藏传佛教仪轨和历史定制在扎什伦布寺举行了坐床典礼，经师波米·强巴洛珠活佛为其剃度，并为之取法名为吉尊·洛桑强巴伦珠确吉杰布·白桑布。
- 1996年，恰扎仁波切於次年被判處有期徒刑6年。
- 2001年，在第十四世達賴喇嘛的建議下，印度的西藏流亡社區以直接選舉形式推舉了首名西藏流亡政府的首席部長噶倫赤巴，然後再由噶倫赤巴向議會提出其他內閣成員的候選名單，經議會通過後正式任命之。
- 2005年，流亡的达赖喇嘛的态度已转向缓和，其政治诉求也从完全独立向自治转变，其政治主張被稱為中間道路、真正自治。达赖喇嘛在接受《南华早报》的采访中公开表示：“我们愿意成为中华人民共和国的一部分，让北京管理，但保存我们西藏的文化、宗教和环境”[28]。
- 2006年9月30日，中国边防武警向企图穿越西藏与尼泊尔边境上的囊帕拉山口（海拔5700米，一译朗喀巴山口）、出境前往尼泊尔的75名西藏逃亡者开枪射击并至少打死两人的囊帕拉枪杀事件。
- 2008年3月，部分藏族人士為了纪念1959年3月初武装反抗中华人民共和国49周年，在中國的藏区、印度的部分藏族激进人士集体抗议，但後來演变成2008年藏区骚乱，藏族襲擊漢族、回族平民和商店、汽车等民用设施[29]；中国政府出动大量武警以催淚彈、盾牌陣等方法以恢复社会治安[30]。地點以西藏自治區的首府拉萨为主（称“三·一四事件”），事件波及甘肅省甘南藏族自治州（2008年甘南骚乱）、四川省阿坝藏族羌族自治州（2008年阿坝騷亂）等地。印度、尼泊尔等国也有相關的抗议活动发生。
- 2008年3月15日，拉薩市內大致回復正常，但所有店鋪都沒有營業。
- 2008年3月17日，記者被送離拉薩，至3月25日才再由官方安排進行採訪。由于中華人民共和國政府對媒体新闻采访加以嚴格限制，所以在此次军民冲突中的伤亡人数没有统一的数目。中華人民共和國官方宣布有22人在暴乱中死亡，这些人都是被暴乱者攻击的非藏族人，或为非藏族人开设店铺的藏族雇员。西藏达赖流亡政府宣布148人死亡。
- 2008年6月4日，达赖喇嘛在接受《新印度时报》记者采访中表示，位于“阿鲁纳恰尔邦”（中方不承认该邦存在）的达旺属于印度领土，再次证实1913年1914年西藏与英国签署的《西姆拉條約》有效性，承认麦克马洪线。[31][32]
- 2008年11月，西藏骚乱後，西藏流亡政府曾三次派出人員前往北京進行商談。藏方代表甲日等人再次到北京與中共中央統戰部部長杜青林會談，提出「為全體藏人獲得真正自治的備忘錄」（英語：Memorandum on Genuine Autonomy for the Tibetan People）。但新華社隨後發文駁斥該備忘錄，認為仍是一份「假自治、真獨立」的主張。
- 2009年1月19日西藏自治区九届人大二次会议通过决议，设立西藏百万农奴解放纪念日，日期定在每年公历3月28日，以纪念西藏民主改革50周年。
- 2010年1月，中国统战部官员指出达赖关于“大藏区”的提法违背中华人民共和国宪法。并且要求达赖对于承认是“印度之子”作出解释。
- 2011年3月14日，达赖喇嘛致函第十四届西藏人民议会全体议员，称为推进民主制度，“不再担任领导人的职责、而是由人民选举產生的领导人承担起所有政治权责”[33]
- 2011年4月27日，洛桑森格正式当选西藏流亡政府新一届总理[34]。
- 2011年8月8日，洛桑森格宣誓就任西藏內閣總理（噶倫赤巴），第十四世達賴喇嘛將一切政治權力移交給他，終結了西藏政体政教合一的傳統。

### 引用
1. ↑  贡乔译登：《略谈藏族族源问题》，青海省党校油印本3页。
2. ↑  John Vincent Bellezza: The Liturgies and Oracular Utterances of the Lha-pa of Upper Tibet[永久]
3. ↑  《新唐书·吐蕃传》
4. ↑  《吐蕃史稿》54~57页。
5. ↑  《元史》
6. ↑  《明太祖實錄》卷七十三
7. ↑  《明史西域傳》。
8. ↑  《清聖祖實錄》卷二三六。
9. ↑  《世宗實錄》卷五二。
10. ↑  《高宗實錄》三七七
11. ↑  《藏事輯要》卷六。“查舊例噶隆會辦事件，原有噶沙之公所衙門。自頗羅鼐後，各噶隆竟不赴公所，俱於私宅辦事。……今噶隆業已照例補放，自應遵照舊例，遇有應辦事件，俱赴公所會辦。”
12. 1 2  .   [2011-10-06]. （原始内容存档于2013-02-08）.
13. 1 2 3 4 5 6 7 8 9 10 11  .   [2011-10-14]. （原始内容存档于2004-12-10）.
14. ↑  Powers 2004, pg. 80
15. ↑  《西藏地方历史资料选辑》第285页。
16. ↑  Smith, Warren, "Tibetan Nation", p186:"The validity is often questioned, mainly on grounds of the authority of Dorjiev to negotiate on behalf of Tibet...the fact that Dorjief was a Russian citizen while ethnically Tibetan somewhat compromises his role; the treaty had some advantages to Russia in that it could be interpreted as extending Russia's protectorate over Mongolia to encompass Tibet."
17. ↑  《喇嘛王国的覆灭》，603页，中国藏学出版社
18. ↑  第十四世達賴喇嘛年表 （页面存档备份，存于） 第十四世達賴喇嘛官方網站（中文）
19. ↑  .   [2011-10-09]. （原始内容存档于2008-05-23）.
20. ↑  Gyatso, Tenzin, Dalai Lama XIV, interview, 1981-07-25
21. ↑  Goldstein, Melvyn C., A History of Modern Tibet, 1913-1951, University of California Press, 1989, pp812-813
22. ↑  流亡政府概況 （页面存档备份，存于） 達賴喇嘛西藏宗教基金會 官方網站
23. ↑  紀念西藏抗暴48週年 籲請國際正視中國暴行 Archive.today的存檔，存档日期2013-11-29 2007年03月12日 中央廣播電台 網站一篇訪問「達賴喇嘛西藏宗教基金會」秘書長「索朗多杰」的訪問紀錄。
24. ↑  Press Reports-History （页面存档备份，存于） March10.org 由自由西藏学生运动所架設的網站。
25. ↑  钟辰芳. . 美国之音. 2009-12-24  [2009-12-26]. （原始内容存档于2009-12-29）.
26. ↑  Profile: The Dalai Lama （页面存档备份，存于） from a BBC News website
27. ↑  林和立: Chinese Politics in the Hu Jintao Era: New Leaders, New Challenges
28. ↑  .   [2011-10-07]. （原始内容存档于2009-06-07）.
29. ↑  18 civilians, 1 police officer killed by Lhasa riotersl
30. ↑  .   [2011-10-06]. （原始内容存档于2008-03-19）.
31. ↑  美国之音中文网对达赖喇嘛承认达旺属于印度领土的报道[永久]
32. ↑  达旺为六世达赖出生地
33. ↑  .   [2011-10-07]. （原始内容存档于2013-02-09）.
34. ↑  . BBC中文网. 2011-04-27.

### 书籍
- Powers, John. History as Propaganda: Tibetan Exiles versus the People's Republic of China (2004) Oxford University Press. ISBN 978-0195174267
- Gray Tuttle; Kurtis R. Schaeffer (编). . . Columbia University Press. 9 April 2013: 15–23  [2018-06-28]. ISBN 978-0-231-51354-8. （原始内容存档于2022-03-11）.